# G.I.T.M.O
G.I.T.M.O er en dansk-svensk dokumentarfilm fra 2006 med instruktion og manuskript af Tarik Saleh og Erik Gandini.

## Handling
Efter terrorangrebet i New York 11. september 2001 etablerede USA en fangelejr på Guantanamo, Cuba. Hundredvis af fanger fra hele verden blev sendt derud, og stedet blev hurtigt kendt og frygtet. Menneskerettighedsaktivister kalder Guantanamo en ø uden for loven, militæret kalder basen GITMO. De svenske filmskabere Erik Gandini og Tarik Saleh leder efter svar på spørgsmålet: Hvad foregår der egentlig på Guantanamo? I foråret 2003 besøger de stedet. Militæret gør deres bedste for at overbevise dem om, at alt, hvad der foregår, er lovligt, menneskeligt og nærmest hyggeligt for både fanger og soldater. Gandini og Saleh graver dog dybere - og finder ud af, at der bag facaden er forbindelser hele vejen til Pentagon, hvor visse personer håber, at denne film aldrig var blevet lavet.